# 2000-es köztársaságielnök-választás Magyarországon
|                                             |                   |        |
| \| 1995 ← \| 2000. június 5–6. \| 2005 → \| |                   |        |
| 1995 ←                                      | 2000. június 5–6. | 2005 → |

| 1995 ← | 2000. június 5–6. | 2005 → |

|             |             |
|             |             |
| Elnökjelölt | Mádl Ferenc |
| Párt        | –           |
| Szavazat    | 243         |

| Köztársasági elnök a választás előtt | Köztársasági elnök a választás után |
| Göncz Árpád                          | Mádl Ferenc                         |

A rendszerváltás utáni harmadik köztársaságielnök-választást Magyarországon 2000. június 5-6-án tartották. Az alkotmány értelmében a Magyar Köztársaságban az 1990-es népszavazás eredményeként a köztársasági elnököt a parlament választja meg.

## Előzmény
2000-ben az akkori koalíciós kormány megállapodás szerint az FKgP volt jogosult a kormánypártok nevében köztársasági elnököt jelölni. A Torgyán József vezette párt Mádl Ferenc jogtudóst, korábbi művelődési és közoktatási minisztert jelölte az elnöki posztra. Mádl jelölését a másik két kormánypárt, a Fidesz és az MDF is támogatta.
Az ellenzéki pártok, a baloldali MSZP, a liberális SZDSZ és a szélsőjobboldali MIÉP nem állított saját jelöltet.

## Első és második forduló
| Köztársasági elnökválasztás, 2000 (első forduló, 2000. június 5.) | Köztársasági elnökválasztás, 2000 (első forduló, 2000. június 5.) | Köztársasági elnökválasztás, 2000 (első forduló, 2000. június 5.) | Köztársasági elnökválasztás, 2000 (első forduló, 2000. június 5.) |
| Jelölt                                                            | Jelölő párt                                                       | Szavazat                                                          | %                                                                 |
| ----------------------------------------------------------------- | ----------------------------------------------------------------- | ----------------------------------------------------------------- | ----------------------------------------------------------------- |
| Mádl Ferenc                                                       | Független                                                         | 251                                                               | 65,03                                                             |
| Mádl ellen                                                        | Mádl ellen                                                        | 105                                                               | 27,2                                                              |
| Nem szavazott                                                     | Nem szavazott                                                     | 23                                                                | 5,96                                                              |
| Érvénytelen szavazat                                              | Érvénytelen szavazat                                              | 7                                                                 | 1,81                                                              |
| Összes szavazat                                                   | Összes szavazat                                                   | 363                                                               | 94,04                                                             |
| Összes szavazó                                                    | Összes szavazó                                                    | 386                                                               | 100,00                                                            |

| Köztársasági elnökválasztás, 2000 (második forduló, 2000. június 6.) | Köztársasági elnökválasztás, 2000 (második forduló, 2000. június 6.) | Köztársasági elnökválasztás, 2000 (második forduló, 2000. június 6.) | Köztársasági elnökválasztás, 2000 (második forduló, 2000. június 6.) |
| Jelölt                                                               | Jelölő párt                                                          | Szavazat                                                             | %                                                                    |
| -------------------------------------------------------------------- | -------------------------------------------------------------------- | -------------------------------------------------------------------- | -------------------------------------------------------------------- |
| Mádl Ferenc                                                          | Független                                                            | 238                                                                  | 61,66                                                                |
| Mádl ellen                                                           | Mádl ellen                                                           | 103                                                                  | 26,68                                                                |
| Nem szavazott                                                        | Nem szavazott                                                        | 31                                                                   | 8,03                                                                 |
| Érvénytelen szavazat                                                 | Érvénytelen szavazat                                                 | 14                                                                   | 3,63                                                                 |
| Összes szavazat                                                      | Összes szavazat                                                      | 355                                                                  | 91,97                                                                |
| Összes szavazó                                                       | Összes szavazó                                                       | 386                                                                  | 100,00                                                               |

## Végeredmény
A hatályos Magyar alkotmány értelmében a harmadik fordulóban a győztes már a szavazatok egyszerű többségével megszületik.
| Köztársasági elnökválasztás, 2000 (harmadik forduló, 2000. június 6.) | Köztársasági elnökválasztás, 2000 (harmadik forduló, 2000. június 6.) | Köztársasági elnökválasztás, 2000 (harmadik forduló, 2000. június 6.) | Köztársasági elnökválasztás, 2000 (harmadik forduló, 2000. június 6.) |
| Jelölt                                                                | Jelölő párt                                                           | Szavazat                                                              | %                                                                     |
| --------------------------------------------------------------------- | --------------------------------------------------------------------- | --------------------------------------------------------------------- | --------------------------------------------------------------------- |
| Mádl Ferenc                                                           | Független                                                             | 243                                                                   | 62,95                                                                 |
| Mádl ellen                                                            | Mádl ellen                                                            | 96                                                                    | 24.87                                                                 |
| Nem szavazott                                                         | Nem szavazott                                                         | 35                                                                    | 9,07                                                                  |
| Érvénytelen szavazat                                                  | Érvénytelen szavazat                                                  | 12                                                                    | 3,11                                                                  |
| Összes szavazat                                                       | Összes szavazat                                                       | 351                                                                   | 90,93                                                                 |
| Összes szavazó                                                        | Összes szavazó                                                        | 386                                                                   | 100,00                                                                |